# 张曦文
张曦文（1980年3月7日—），出生于哈尔滨，中国大陆女演员、歌手。畢業於中央戏剧学院表演系，曾為花样滑冰冰上舞蹈运动员，後轉型為演員，曾參演抗戰劇《战旗》和《一个人战争》。